# Cass City
Cass City – wieś w Stanach Zjednoczonych, w stanie Michigan, w hrabstwie Tuscola.